# Romano Drom
Romano Drom ist eine Roma-Folkloregruppe aus Budapest, Ungarn.
Die ungarischen Oláh widmen sich der Tradition dieser Musik schon seit ihrem Bestehen.
Das Roma-Quintett aus Budapest, hat bisher jedoch ihr Können noch nicht mit großen Erfolgen feiern können. „Romano Drom“ ist Romani und bedeutet „Zigeunerweg“.
„Romano Drom“ wurde 1999 in Ungarn von „Gojma“ und „Anti“ Kovács (Vater und Sohn) gegründet.
Die Musik beinhaltet Traditionelles und Modernes. Die Kraft und Stärke der traditionellen Musik liegt in der Stimme. Außerdem benutzen sie auch das Romani, um ihre Identität besser zum Verstehen zu geben. Dazu kommen Percussions- und Gitarren-Einflüsse.

## Bandmitglieder
- „Gojma“ (Antal Kovács), war Sänger, Tänzer († 2. Juli 2006, in Budapest)
- „Anti“ (Antal Kovács Jr), ist der Gitarrist (Solo und Rhythmus) und Sänger
- „Joco“ (József Balogh), ist ebenfalls Sänger und Gitarrist
- „Csika“ (Zsigmond Rafael), ist Trommler, Tänzer und Bass-Sänger

Gäste:
- Róbert „Harcsa“ Farkas: Ziehharmonika, Violine
- Antal „Máté“ Kovács: Percussions

## Alben (Auszug)
- Déta Dévla (1999)
- Ando Foro (2001)
- Ande Lindri (2003)
- Romano Trip (2003)
- Ande Lindri (2003)